# Правительство Татьяны Туранской
В статье даются сведения о составе Правительства Приднестровской Молдавской Республики под председательством Татьяны Туранской, действовавшего в период с 10 июля 2013 по 2 декабря 2015.
5 декабря 2013 указом Президента ПМР № 588 Министерство внутренних дел ПМР было реорганизовано путём слияния с Государственным таможенным комитетом ПМР временно до особого решения. Тогда же Клименкова Светлана Филипповна была назначена первым заместителем министра внутренних дел ПМР — исполняющий обязанности председателя Государственного таможенного комитета ПМР. 8 августа 2014 Государственный таможенный комитет вновь стал самостоятельным органом.
23 июля 2013 было реорганизовано Министерство просвещения ПМР путём выделения из структуры ведомства и создания Государственной службы по спорту ПМР, а 14 января 2014 была создана Государственная служба по культуре ПМР.
Указом Президента ПМР от 9 апреля 2015 № 141 «О внесении изменения и дополнений в Указ Президента ПМР от 23 июля 2013 года № 339 „Об утверждении системы и структуры исполнительных органов государственной власти ПМР“» было создано новое министерство — Министерство регионального развития, транспорта и связи ПМР — посредством объединения Государственной службы энергетики и жилищно-коммунального хозяйства ПМР, Государственной службы транспорта и дорожного хозяйства ПМР и Государственной службы связи, информации и СМИ ПМР.

## Концепция работы
С июля 2013 приднестровское правительство наметило курс поступательного развития реального сектора приднестровской экономики, восстановления приднестровской национальной промышленности и укрепление приднестровского экспорта на мировом рынке. В основу экономического развития государства была положена выработанная концепция стратегического развития страны, предполагающая в качестве первоочередных мер укрепление промышленного сектора за счет национализации некоторых крупных промышленных объектов Приднестровья. Основной задачей стала реализация сбалансированных мер по достижению приемлемой динамики основных показателей и сохранению стабильной социально-экономической ситуации в республике.

## Итоги работы
Период работы правительства Туранской ознаменовался как пик развития приднестровской социальной инфраструктуры (в том числе инвестиционное строительство и реконструкция под эгидой АНО «Евразийская интеграция»), курс приоритетного реформирования системы образования и медицины. По словам главы государства, правительство Туранской вошло в историю как самое эффективное, которым было предпринято и сделано достаточно многое, в том числе удалось построить и отремонтировать самое большое за все время существования республики количество социальных объектов (только в 2015 было более 100: школы, детские сады, ФАПы и др.). Серьёзный вклад был сделан и в изменение облика, улучшение благоустройства крупных городов. В этой части удалось реализовать крупномасштабный проект по вложению инвестиций в государственную и муниципальную инфраструктуру, а не в частную. Ушедшим в отставку правительством в совместной работе с центральным банком на протяжении всего периода была обеспечена стабильность приднестровской валюты. Показательным служит 2015 год. По оценкам экспертов, с точки зрения девальвационных показателей ПМР вошло в десятку стран мира, которые не девальвировали национальную валюту на протяжении 2014—2015 годов. Правительство погасило все обязательства по социальному обеспечению.
Указом Президента ПМР от 2 декабря 2015 № 429 «Об отставке Правительства Приднестровской Молдавской Республики» было отправлено в отставку в связи с досрочной добровольной отставкой Председателя Правительства ПМР Татьяны Туранской (её избрание в Верховный Совет ПМР).

Благодарим ушедший в отставку состав правительства за предметную работу. К прежнему правительству и лично к его председателю — Татьяне Туранской у Верховного Совета не может быть никаких претензий.— О. Хоржан, депутат Верховного Совета ПМР

## Персональный состав
| Должность | Руководитель                          | Начало           | Окончание        |
| Председатель Правительства | Туранская Татьяна Михайловна          | 10 июля 2013     | 2 декабря 2015   |
| Первый заместитель Председателя Правительства | Парнас Майя Ивановна                  | 28 ноября 2013   | 2 декабря 2015   |
| Заместитель Председателя Правительства по вопросам правового регулирования и взаимодействия с органами государственной власти — руководитель Аппарата Правительства | Кисничан Александр Андреевич          | 18 марта 2015    | 2 декабря 2015   |
| Заместитель Председателя Правительства по вопросам экономического развития — Министр экономического развития                                                        | Парнас Майя Ивановна                  | 10 июля 2013     | 28 ноября 2013   |
| Заместитель Председателя Правительства по социальной политике | Никифорова Наталья Григорьевна        | 10 июля 2013     | 2 октября 2013   |
| Заместитель Председателя Правительства по вопросам международного сотрудничества — Министр иностранных дел                                                          | Штански Нина Викторовна               | 10 июля 2013     | 14 сентября 2015 |
| Заместитель Председателя Правительства по вопросам регионального развития, транспорта и связи — Министр регионального развития, транспорта и связи                  | Власов Василий Иванович               | 2 марта 2015     | 2 декабря 2015   |
| Заместитель Председателя Правительства — председатель Комитета цен и антимонопольной деятельности                                                                   | Улитка Виталий Павлович               | 24 июля 2013     | 2 декабря 2015   |
| Министр иностранных дел | Штански Нина Викторовна               | 10 июля 2013     | 14 сентября 2015 |
| Министр иностранных дел | Игнатьев Виталий Викторович (и. о.)   | 14 сентября 2015 | 2 декабря 2015   |
| Министр экономического развития | Парнас Майя Ивановна                  | 10 июля 2013     | 28 ноября 2013   |
| Министр экономического развития | Артёменко Владимир Георгиевич         | 28 ноября 2013   | 28 октября 2014  |
| Министр экономического развития | Слинченко Алевтина Алексеевна (и. о.) | 28 октября 2014  | 18 ноября 2014   |
| Министр экономического развития | Слинченко Алевтина Алексеевна         | 18 ноября 2014   | 2 декабря 2015   |
| Министр внутренних дел | Монул Сергей Николаевич               | 10 июля 2013     | 20 ноября 2013   |
| Министр внутренних дел | Кузьмичев Геннадий Юрьевич            | 20 ноября 2013   | 2 декабря 2015   |
| Министр обороны | Лукьяненко Александр Алексеевич       | 10 июля 2013     | 2 декабря 2015   |
| Министр финансов | Гиржул Елена Георгиевна               | 10 июля 2013     | 2 декабря 2015   |
| Министр просвещения | Фадеева Светлана Ивановна             | 10 июля 2013     | 24 марта 2015    |
| Министр просвещения | Кахановская Ирина Филипповна          | 24 марта 2015    | 12 августа 2015  |
| Министр просвещения | Цивинская Татьяна Владимировна        | 12 августа 2015  | 2 декабря 2015   |
| Министр по социальной защите и труду | Буланова Оксана Валерьевна            | 10 июля 2013     | 2 декабря 2015   |
| Министр юстиции | Дубровина Ольга Сергеевна (и. о.)     | 10 июля 2013     | 24 июля 2013     |
| Министр юстиции | Кисничан Александр Андреевич          | 24 июля 2013     | 18 марта 2015    |
| Министр юстиции | Зварыч Ольга Владимировна             | 18 марта 2015    | 2 декабря 2015   |
| Министр сельского хозяйства и природных ресурсов | Евстратий Геннадий Григорьевич        | 29 июля 2013     | 4 декабря 2014   |
| Министр сельского хозяйства и природных ресурсов | Кирста Андрей Борисович (и. о.)       | 4 декабря 2014   | 29 декабря 2014  |
| Министр сельского хозяйства и природных ресурсов | Кирста Андрей Борисович               | 29 декабря 2014  | 2 декабря 2015   |
| Министр здравоохранения | Гуменный Василий Филиппович           | 10 июля 2013     | 24 сентября 2013 |
| Министр здравоохранения | Скрыпник Татьяна Сергеевна (и. о.)    | 24 сентября 2013 | 22 октября 2013  |
| Министр здравоохранения | Скрыпник Татьяна Сергеевна            | 22 октября 2013  | 2 декабря 2015   |
| Глава администрации города Тирасполь и города Днестровск | Безбабченко Андрей Иванович           | 10 июля 2013     | 2 декабря 2015   |
| Глава администрации города Бендеры | Гервазюк Юрий Витальевич              | 10 июля 2013     | 18 марта 2015    |
| Глава администрации города Бендеры | Делибалт Лада Владимировна            | 18 марта 2015    | 7 апреля 2015    |
| Глава администрации города Бендеры | Глига Николай Яковлевич (и. о.)       | 7 апреля 2015    | 3 июня 2015      |
| Глава администрации города Бендеры | Глига Николай Яковлевич               | 3 июня 2015      | 2 декабря 2015   |
| Глава администрации Григориопольского района и города Григориополь                                                                                                  | Верещак Ян Викторович (и. о.)         | 10 июля 2013     | 25 июля 2013     |
| Глава администрации Григориопольского района и города Григориополь                                                                                                  | Верещак Ян Викторович                 | 25 июля 2013     | 27 марта 2014    |
| Глава администрации Григориопольского района и города Григориополь                                                                                                  | Ларченко Юрий Валентинович (и. о.)    | 27 марта 2014    | 11 апреля 2014   |
| Глава администрации Григориопольского района и города Григориополь                                                                                                  | Ларченко Юрий Валентинович            | 11 апреля 2014   | 2 ноября 2015    |
| Глава администрации Григориопольского района и города Григориополь                                                                                                  | Зыбин Александр Владимирович          | 2 ноября 2015    | 2 декабря 2015   |
| Глава администрации Дубоссарского района и города Дубоссары | Канцелевич Эдуард Давидович           | 10 июля 2013     | 22 октября 2013  |
| Глава администрации Дубоссарского района и города Дубоссары | Ковалёв Фёдор Григорьевич             | 22 октября 2013  | 2 декабря 2015   |
| Глава администрации Каменского района и города Каменка | Телевка Виталий Дмитриевич (и. о.)    | 10 июня 2013     | 29 июля 2013     |
| Глава администрации Каменского района и города Каменка | Мустя Пётр Васильевич                 | 29 июля 2013     | 4 июня 2014      |
| Глава администрации Каменского района и города Каменка | Сокирка Сергей Андреевич (и. о.)      | 4 июня 2014      | 17 декабря 2014  |
| Глава администрации Каменского района и города Каменка | Сокирка Сергей Андреевич              | 17 декабря 2014  | 2 декабря 2015   |
| Глава администрации Рыбницкого района и города Рыбница | Демьянова Алла Фёдоровна (врио)       | 10 июля 2013     | 18 сентября 2013 |
| Глава администрации Рыбницкого района и города Рыбница | Демьянова Алла Фёдоровна              | 18 сентября 2013 | 2 декабря 2015   |
| Глава администрации Слободзейского района и города Слободзея | Мустя Пётр Васильевич (и. о.)         | 10 июля 2013     | 29 июля 2013     |
| Глава администрации Слободзейского района и города Слободзея | Петриман Леонид Назарович (и. о.)     | 29 июля 2013     | 22 октября 2013  |
| Глава администрации Слободзейского района и города Слободзея | Петриман Леонид Назарович             | 22 октября 2013  | 2 декабря 2015   |

## Иные органы исполнительной власти
| Орган | Руководитель                           | Начало           | Окончание        |
| В ведении Президента Приднестровской Молдавской Республики |                                        |                  |                  |
| Комитет государственной безопасности | Земцов Николай Николаевич              | 10 июля 2013     | 21 мая 2014      |
| Комитет государственной безопасности | Лапицкий Михаил Леонидович             | 21 мая 2014      | 2 декабря 2015   |
| Государственный таможенный комитет | Кузьмичев Геннадий Юрьевич             | 10 июля 2013     | 20 ноября 2013   |
| Государственный таможенный комитет | Клименкова Светлана Филипповна (и. о.) | 20 ноября 2013   | 8 августа 2014   |
| Государственный таможенный комитет | Панько Борис Фёдорович (и. о.)         | 8 августа 2014   | 23 сентября 2014 |
| Государственный таможенный комитет | Мостович Александр Анатольевич (и. о.) | 23 сентября 2014 | 24 февраля 2015  |
| Государственный таможенный комитет | Клименкова Светлана Филипповна (и. о.) | 24 февраля 2015  | 18 марта 2015    |
| Государственный таможенный комитет | Гервазюк Юрий Витальевич               | 18 марта 2015    | 2 декабря 2015   |
| Следственный комитет | Когут Вадим Николаевич                 | 10 июля 2013     | 18 марта 2015    |
| Следственный комитет | Романюк Станислав Вячеславович         | 18 марта 2015    | 2 декабря 2015   |
| Служба безопасности Президента | Данилов Роман Владеленович             | 10 июля 2013     | 27 ноября 2014   |
| Служба безопасности Президента | Монул Сергей Николаевич                | 9 февраля 2015   | 2 декабря 2015   |
| В ведении Правительства Приднестровской Молдавской Республики                                                                                                  |                                        |                  |                  |
| Комитет цен и антимонопольной деятельности | Улитка Виталий Павлович                | 10 июля 2013     | 24 июля 2013     |
| Служба государственного надзора | Зварыч Ольга Владимировна              | 10 июля 2013     | 2 марта 2015     |
| Служба государственного надзора | Ильяшенко Наталья Александровна        | 2 марта 2015     | 2 декабря 2015   |
| Государственная служба транспорта и дорожного хозяйства (реорганизована в форме слияния в Министерство регионального развития, транспорта и связи)             | Хохлов Алексей Валентинович            | 29 июля 2013     | 2 декабря 2015   |
| Государственная служба по спорту | Тимотин Иван Фёдорович                 | 1 августа 2013   | 2 декабря 2015   |
| Государственная служба по культуре | Кырмыз Мария Андреевна                 | 15 января 2014   | 2 декабря 2015   |
| Государственная служба энергетики и жилищно-коммунального хозяйства (реорганизована в форме слияния в Министерство регионального развития, транспорта и связи) | Власов Василий Иванович                | 10 июля 2013     | 2 марта 2015     |
| Государственная служба связи, информации и СМИ (реорганизована в форме слияния в Министерство регионального развития, транспорта и связи)                      | Чорба Геннадий Павлович                | 1 августа 2013   | 2 декабря 2015   |
| Фонд государственного резерва | Гагун Людмила Борисовна                | 10 июля 2013     | 2 декабря 2015   |
| Государственная служба статистики | Случинская Наталья Анатольевна         | 10 июля 2013     | 2 декабря 2015   |